# Dziesięciotysięcznik
Dziesięciotysięcznik – nieformalne określenie statku towarowego o nośności około 10 tys. ton (DWT). Określano tak przede wszystkim pierwsze zaprojektowane i zbudowane w Polsce jednostki tej wielkości, należące do serii 41 drobnicowców motorowych typów B 54 i B 454, budowane w polskich stoczniach w latach 50. i 60. XX w., według projektów zespołu prof. Witolda Urbanowicza. Budowa dziesięciotysięczników stała się ważnym symbolicznym etapem rozwoju polskiego przemysłu stoczniowego, wykorzystywanym w ówczesnej propagandzie przez władze. Statki typu B-54 w ciągu kilku lat poniosły polską banderę do portów wszystkich pięciu kontynentów.

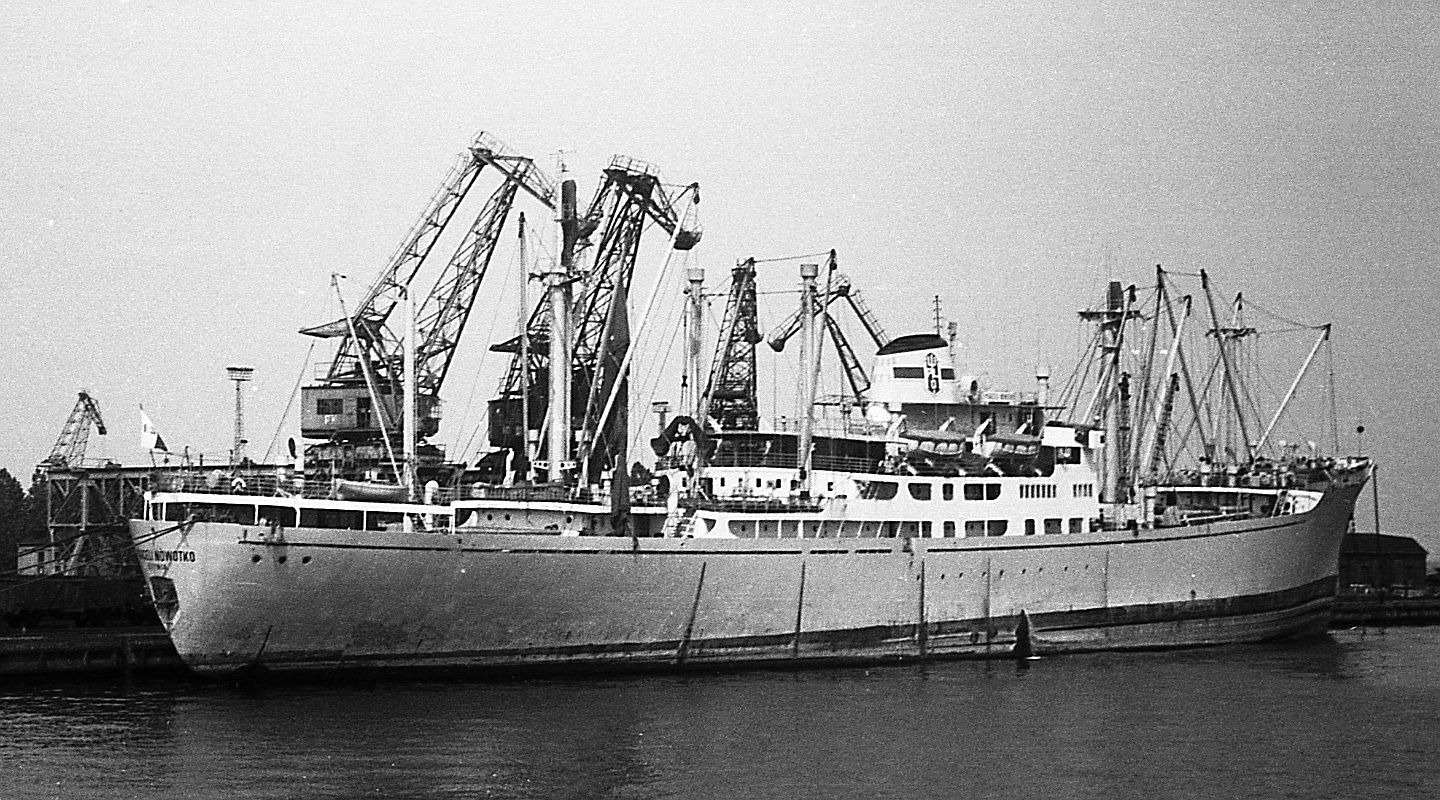
MS Marceli Nowotko ok. r. 1962

## Wstęp
Pierwszy statek z serii, m/s „Marceli Nowotko”, zwodowany został w Stoczni Gdańskiej 15 listopada 1955, a budowę ukończono 31 października 1956 r. Kolejnymi statkami typu B 54 zbudowanymi dla polskiego armatora, w stoczniach Gdańskiej i Szczecińskiej, były: „Bolesław Bierut”, „Stefan Okrzeja”, „Kapitan Kosko”, „Florian Ceynowa”, „Generał Sikorski”, „Reymont”, „Fryderyk Chopin”, „Jan Matejko”, „Adolf Warski”, „Emilia Plater”, „Janek Krasicki”, „Ludwik Solski”, „Pekin”, „Hanoi”, „Djakarta”, „Phenian”, „Hanka Sawicka”, „Lelewel”, „Konopnicka”, nadto typu B 454: „Andrzej Strug” i „Władysław Broniewski”. Pływały one we flocie Polskich Linii Oceanicznych (PLO), a „Konopnicka” i „Reymont” były czarterowane przez Chipolbrok.
W okresie od maja 1958 do 1963 roku w stoczniach w Gdańsku i Szczecinie wybudowano w sumie piętnaście statków typu B-54 na eksport.
W stoczni w Gdańsku zbudowano:
- 7 statków dla ZSRR: „Leninogorsk”, „Solnechnogorsk”, „Bolshevik Sukhanov”, „Deputat Lutskiy”, „Partizan Bonivur”, „Labinsk” i „Lesozavodsk”;
- 3 statki na Kubę: „Commandante Camillo Cienfuegos”, „Gonzales Lines” i „Aracelio Iglesias” (wszystkie trzy zostały wykończone w Stoczni im. Komuny Paryskiej w Gdyni);
- 2 statki dla Szwajcarii: „Rhône” i „Rhin”;
- 1 statek dla Chin Ludowych: „Guo Ji”.

W stoczni w Szczecinie zbudowano 2 statki dla ZSRR: „Divnogorsk” i „Mednogorsk”.
Ponadto w stoczni szczecińskiej zbudowano 6 jednostek typu B-454, z których dwie trafiły do PLO, a cztery na eksport do Chin i Indonezji. Kilka dalszych statków obu typów zostało sprzedanych za granicę po okresie eksploatacji w Polsce, w latach 80.
- Pierwszym polskim frachtowcem (i pierwszym po „Darze Pomorza” statkiem pod polską banderą), jaki odwiedził porty Japonii, był m/s „Marceli Nowotko”[2] w 1957 roku;
- Pierwszym statkiem typu B-54 zbudowanym na eksport (do ZSRR) był m/s „Leninogorsk”;
- Pierwszym statkiem typu B-54 zbudowanym w Szczecinie był m/s „Janek Krasicki”;
- Pierwszym statkiem typu B-54 z polskim silnikiem (HCP, na licencji f-my Sulzer(inne języki)-Werkspoor) był m/s „Jan Matejko”;
- Pierwszym statkiem typu B-54 sprzedanym bezpośrednio na złom był m/s „Władysław Sikorski”;

Dwa statki typu B-54 – m/s „Rhin” i m/s „Rhône” – trafiły pod banderę Szwajcarii (kraju, który posiada największą flotę pełnomorskich statków handlowych, nie mając w ogóle dostępu do morza). M/s „Rhône” miał początkowo trafić pod banderę Francji, jako m/s „Charles L. D.” 

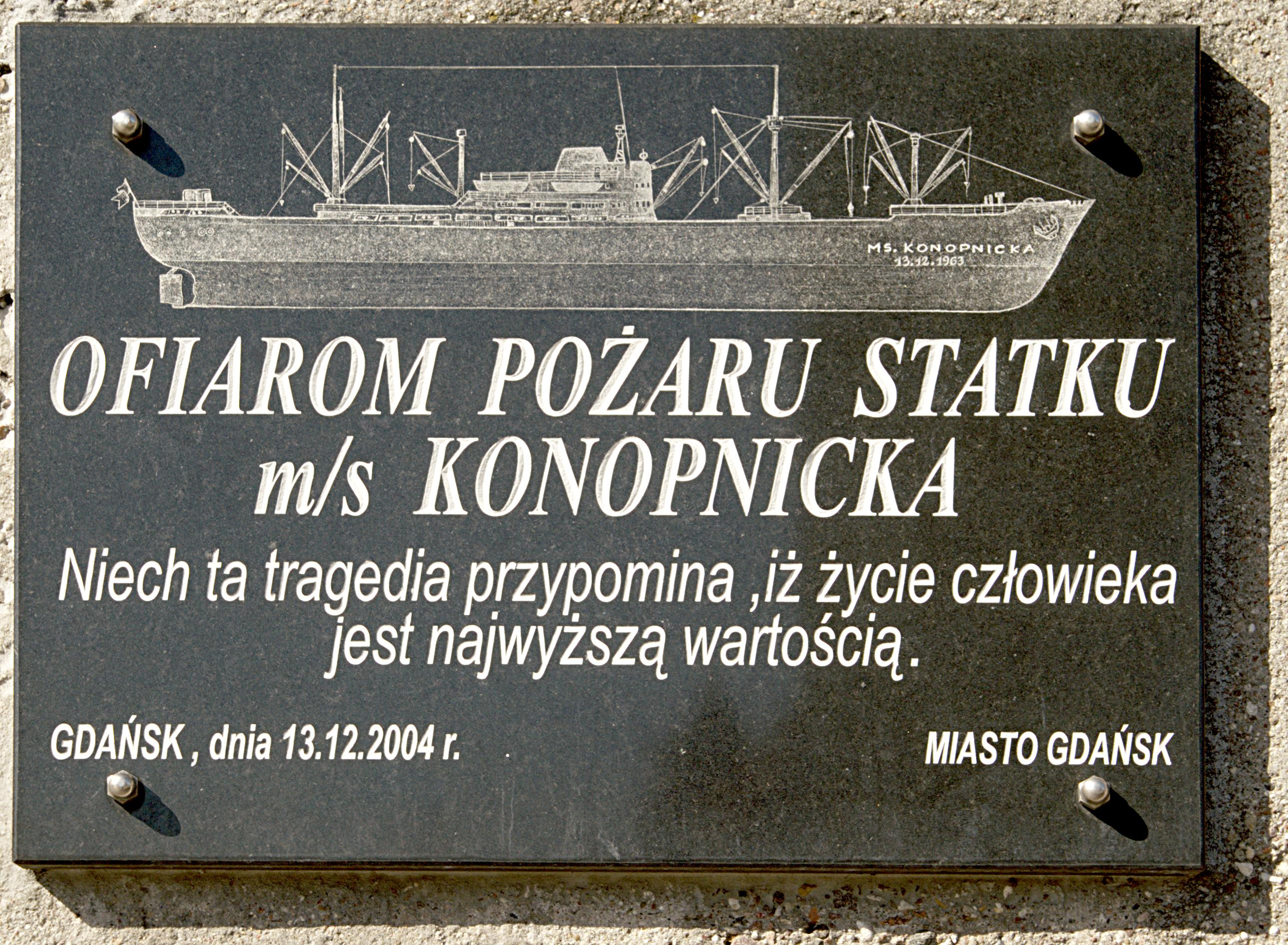
Tablica przy Pomniku Poległych Stoczniowców 1970

Jedynym statkiem typu B-54, jaki służył pod banderą Czechosłowacji, był m/s „Orlik” (dawniej chiński „Hoping Wu Shi”, a wcześniej m/s „Fryderyk Chopin”). Nim został sprzedany, zdążył w barwach PLO otworzyć regularny serwis żeglugowy tego armatora do portów Ameryki Płn.
Jedynym statkiem typu B-54, pomierzonym jako ochronnopokładowiec zamknięty (z nośnością przekraczającą 11.000 dwt), została w 1963 roku m/s „Konopnicka”, (dawniej m/s „Maria Konopnicka”), odbudowana po tragicznym 
pożarze 13 grudnia 1961 roku, w którym zginęły aż 22 osoby. Sprzedana za granicę po wielu latach służby w 1979, ostatecznie spłonęła do szczętu 30 października 1980 (jako chiński „Yixing”).
Pierwsze dwa statki typu B-454, które trafiły pod polską banderę, to motorowce „Andrzej Strug” i „Władysław Broniewski”. Trzecim z nich był „Henryk Jendza”, który w latach 1966–1987 pływał pod banderą polską PLO.
Ostatnie dwa statki typu B-54 opuściły flotę PLO w roku 1986. Były to motorowce „Jan Matejko” i „Phenian”.
W 1967 roku, podczas tzw. wojny sześciodniowej, na Wielkim Jeziorze Gorzkim zablokowane zostały na osiem lat liczne statki handlowe kilku bander. Wśród nich znalazły się m.in. dwa „dziesięciotysięczniki” typu B-54: „Bolesław Bierut” i „Djakarta”. Załogi tej jeziorowej floty zorganizowały m.in. w olimpijskim roku 1968 własne igrzyska. Długi postój bez właściwej konserwacji spowodował duże zużycie statków i po uwolnieniu z wód  Wielkiego Jeziora Gorzkiego zostały sprzedane w 1975 do Grecji. „Djakarta” zatonęła 30 marca 1981 roku (jako „Manina III”). „Bierut” pływał jako „Fay III”.
Groźne przygody miewały „dziesięciotysięczniki” w 1979 roku. Najpierw, podczas tzw. „zimy stulecia”, m/s „Władysław Broniewski” (typu B-454) o mały włos byłby przewrócił się wskutek oblodzenia przy falochronie portu w Gdyni, potem (16 kwietnia 1979 roku) wypalił się na Bałtyku m/s „Reymont”, przy czym zginęły dwie osoby z jego załogi. Trzecią ofiarą katastrofy „Reymonta” był jego ostatni kapitan, który odebrał sobie życie wystrzałem z pistoletu wkrótce po usłyszeniu orzeczenia Izby Morskiej w sprawie pożaru, obciążającego go winą za praktyczną utratę tego statku (sprzedanego wkrótce po pożarze na złom do Hiszpanii).

## Dane prototypu typu B 54
- wymiary:
  - długość całkowita: 153,90 m
  - szerokość: 19,40 m
  - wysokość: 12,55 m
  - zanurzenie: 8,29 m
- nośność: 10273 DWT
- pojemność rejestrowa:
  - brutto: 6660 BRT
  - netto: 3666 NRT
- silnik:
  - typ: spalinowy, dwusuwowy, 8 cylindrowy, dwustronnego działania, nawrotny FIAT 688D
  - moc: 8000 KM
- prędkość maksymalna: 16 węzłów
- załoga: 47 osób

## Inne jednostki
- nośność: 10 273 – 11000 DWT
- moc silnika: 7800 – 8000 KM
- pozostałe typy silników spalinowych; dwusuwowe, nawrotne:
  - 8-cylindrowy, jednostronnego działania, FIAT-Stabilimento Grandi Motori C758S
  - 8-cylindrowy, dwustronnego działania, FIAT-Stabilimento Grandi Motori 688D
  - 6-cylindrowy, jednostronnego działania, ZPM H.Cegielski 6RSAD76
  - 6-cylindrowy, jednostronnego działania, Werkspoor N.V. 6RSAD76